# Шурал, Йосеф
Йо́сеф Шу́рал (чеш. Josef Šural; 30 мая 1990, Густопече, Чехословакия — 29 апреля 2019, Аланья, Турция) — чешский футболист, нападающий. Сыграл 20 матчей и забил 1 гол за сборную Чехии.

## Карьера
Йосеф Шурал начал свою профессиональную карьеру в 2008 году в чешском футбольном клубе «1. ФК Брно», который ныне называется «Зброёвка». Проведя там три сезона, он перешёл в «Слован» из города Либерец.
13 января 2016 года Шурал перешёл в пражскую «Спарту», подписав с клубом контракт на 3,5 года.
29 апреля 2019 года автобус с игроками «Аланьяспора» перевернулся. 7 игроков пострадали, а Шурал получил многочисленные травмы головы и переломы, умер в реанимации.

## Сборная
15 ноября 2013 года дебютировал в составе сборной Чехии в товарищеском матче против команды Канады, заменив во втором тайме Вацлава Кадлеца. 13 октября 2015 года в рамках отборочного турнира к чемпионату Европы 2016 года забил свой первый гол за национальную команду в ворота сборной Нидерландов.

### Матчи и голы за сборную
| Матчи Йосефа Шурала за сборную Чехии | Матчи Йосефа Шурала за сборную Чехии | Матчи Йосефа Шурала за сборную Чехии | Матчи Йосефа Шурала за сборную Чехии | Матчи Йосефа Шурала за сборную Чехии | Матчи Йосефа Шурала за сборную Чехии |
| №                                    | Дата                                 | Оппонент                             | Счёт                                 | Голы                                 | Соревнование                         |
| ------------------------------------ | ------------------------------------ | ------------------------------------ | ------------------------------------ | ------------------------------------ | ------------------------------------ |
| 1                                    | 15 ноября 2013                       | Канада                               | 2:0                                  | -                                    | Товарищеский матч                    |
| 2                                    | 3 сентября 2015                      | Казахстан                            | 2:1                                  | -                                    | Отборочный матч ЧЕ-2016              |
| 3                                    | 6 сентября 2015                      | Латвия                               | 2:1                                  | -                                    | Отборочный матч ЧЕ-2016              |
| 4                                    | 10 октября 2015                      | Турция                               | 0:2                                  | -                                    | Отборочный матч ЧЕ-2016              |
| 5                                    | 13 октября 2015                      | Нидерланды                           | 3:2                                  | 1                                    | Отборочный матч ЧЕ-2016              |
| 6                                    | 13 ноября 2015                       | Сербия                               | 4:1                                  | -                                    | Товарищеский матч                    |
| 7                                    | 17 ноября 2015                       | Польша                               | 1:3                                  | -                                    | Товарищеский матч                    |
| 8                                    | 24 марта 2016                        | Шотландия                            | 0:1                                  | -                                    | Товарищеский матч                    |
| 9                                    | 29 марта 2016                        | Швеция                               | 1:1                                  | -                                    | Товарищеский матч                    |
| 10                                   | 27 мая 2016                          | Мальта                               | 6:0                                  | -                                    | Товарищеский матч                    |
| 11                                   | 5 июня 2016                          | Республика Корея                     | 1:2                                  | -                                    | Товарищеский матч                    |
| 12                                   | 13 июня 2016                         | Испания                              | 0:1                                  | -                                    | ЧЕ-2016. Групповая стадия            |
| 13                                   | 17 июня 2016                         | Хорватия                             | 2:2                                  | -                                    | ЧЕ-2016. Групповая стадия            |
| 14                                   | 21 июня 2016                         | Турция                               | 0:2                                  | -                                    | ЧЕ-2016. Групповая стадия            |
| 15                                   | 31 августа 2016                      | Армения                              | 3:0                                  | -                                    | Товарищеский матч                    |
| 16                                   | 8 ноября 2017                        | Исландия                             | 2:1                                  | -                                    | Товарищеский матч                    |
| 17                                   | 11 ноября 2017                       | Катар                                | 1:0                                  | -                                    | Товарищеский матч                    |
| 18                                   | 1 июня 2018                          | Австралия                            | 0:4                                  | -                                    | Товарищеский матч                    |
| 19                                   | 6 июня 2018                          | Нигерия                              | 1:0                                  | -                                    | Товарищеский матч                    |
| 20                                   | 16 октября 2018                      | Украина                              | 0:1                                  | -                                    | Лига наций (В)                       |

Итого: 20 матчей / 1 гол; 10 побед, 2 ничьи, 8 поражений.